# Тэллон, Дэйл
Майкл «Дэйл» Тэллон (род. 19 октября 1950 года) — бывший канадский хоккеист, хоккейный менеджер.

## Карьера
Он играл в НХЛ в течение десяти лет в качестве защитника за «Ванкувер Кэнакс», «Чикаго Блэкхокс» и «Питтсбург Пингвинз». После выхода на пенсию в качестве игрока Тэллон начал карьеру спортивного комментатора, длившуюся 16 лет. В 1998 году он присоединился к фронт-офису «Блэкхокс» в качестве директора по персоналу игроков, прежде чем перейти на должность генменеджера. Служа в этом качестве с 2005 по 2009 год, он помог перестроить команду и довести чикагцев до ранга победителя Кубка Стэнли в 2010 году, после чего был понижен в должности до помощника генерального директора. В мае того же года он был назначен на аналогичную должность в «Флорида Пантерз»  на  сезон  НХЛ 2010/11, где сменил Рэнди Сэкстона,  занимая этот пост вплоть  до августа 2020 года с небольшим перерывом, когда его место в сезоне 16/17 занимал Том Роу.
Тэллон также является  игроком в гольф, выиграв в 1969 году канадский юниорский чемпионат  и приняв участие в канадском туре серии PGA.  В прошлом он был  тренером по гольфу в загородных клубах    Чикаго и   Иллинойса.